# Landwirtschaftsreifen

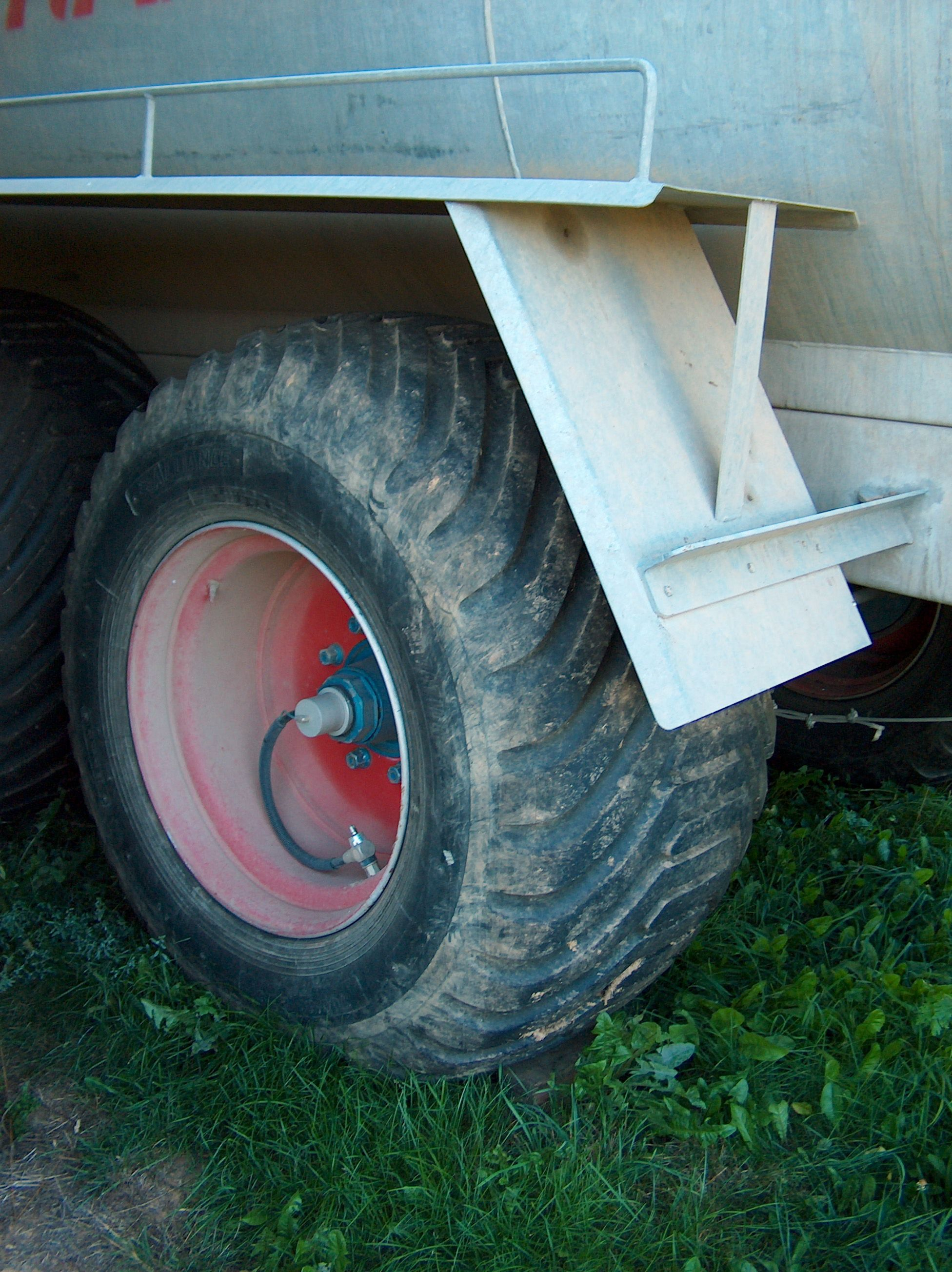
Reifen an einem Güllefass mit Reifendruckregelanlage

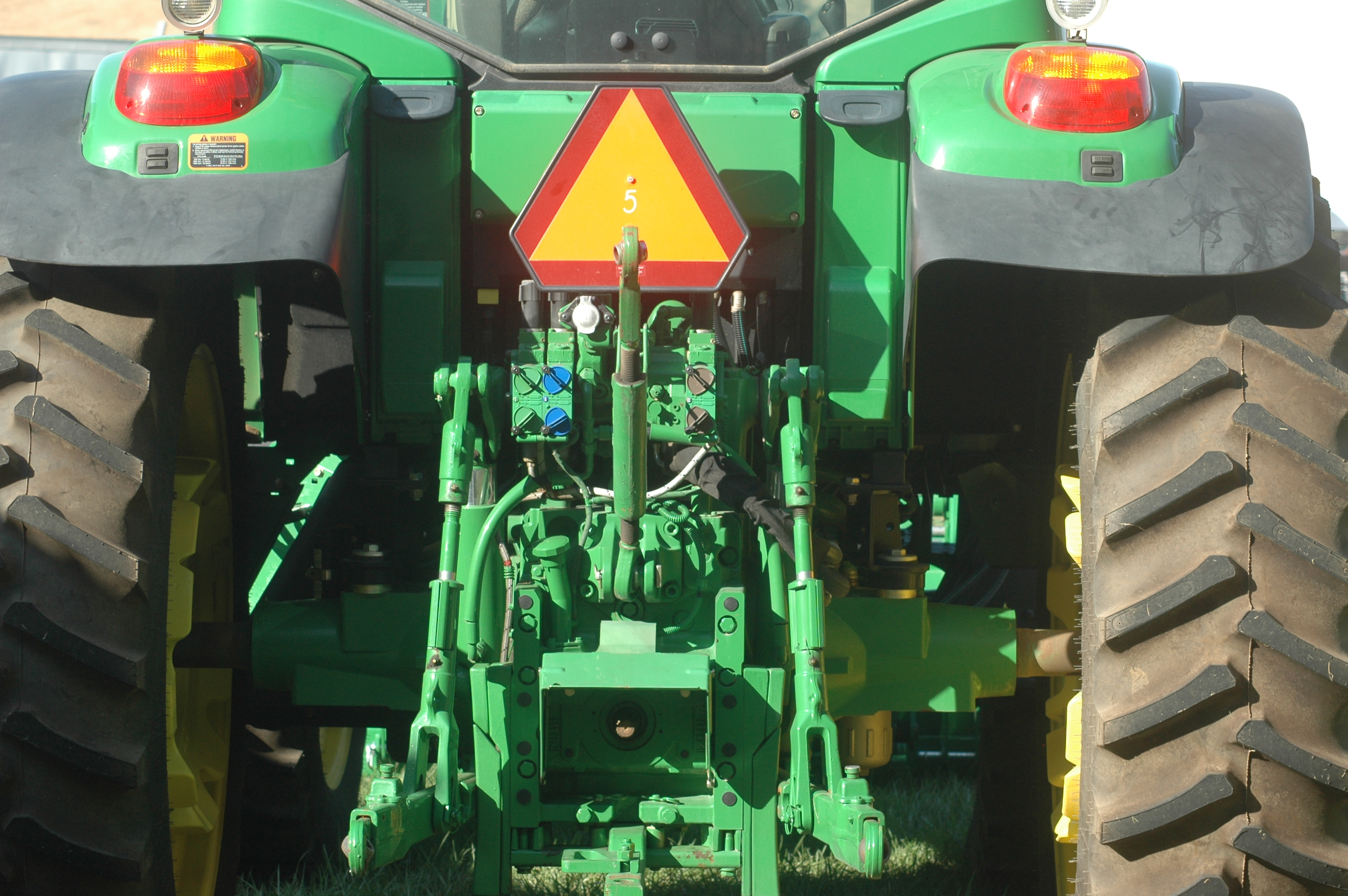
Traktorreifen mit hoher Stollenzahl (in den USA üblich)

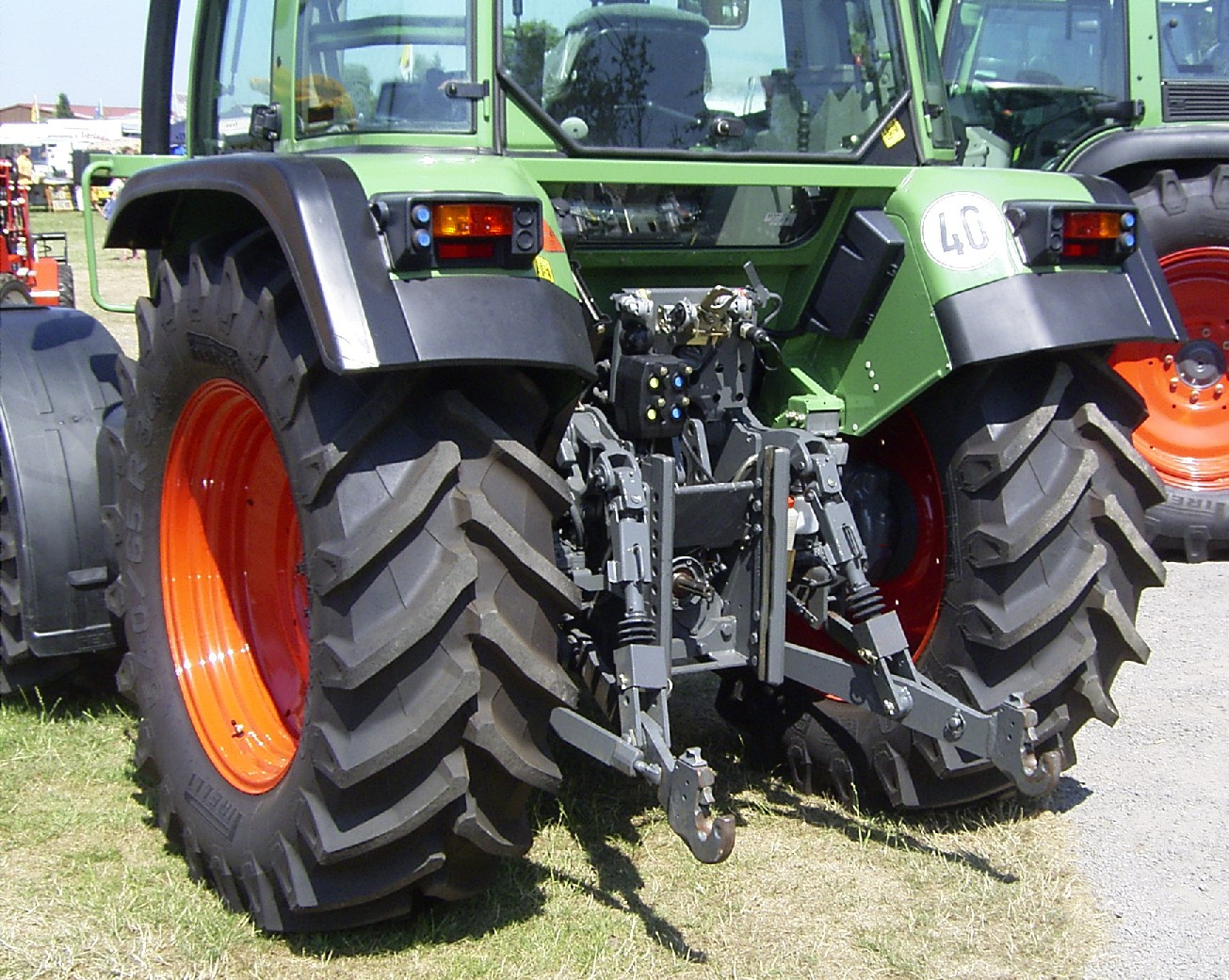
Typisch europäische Traktorreifen

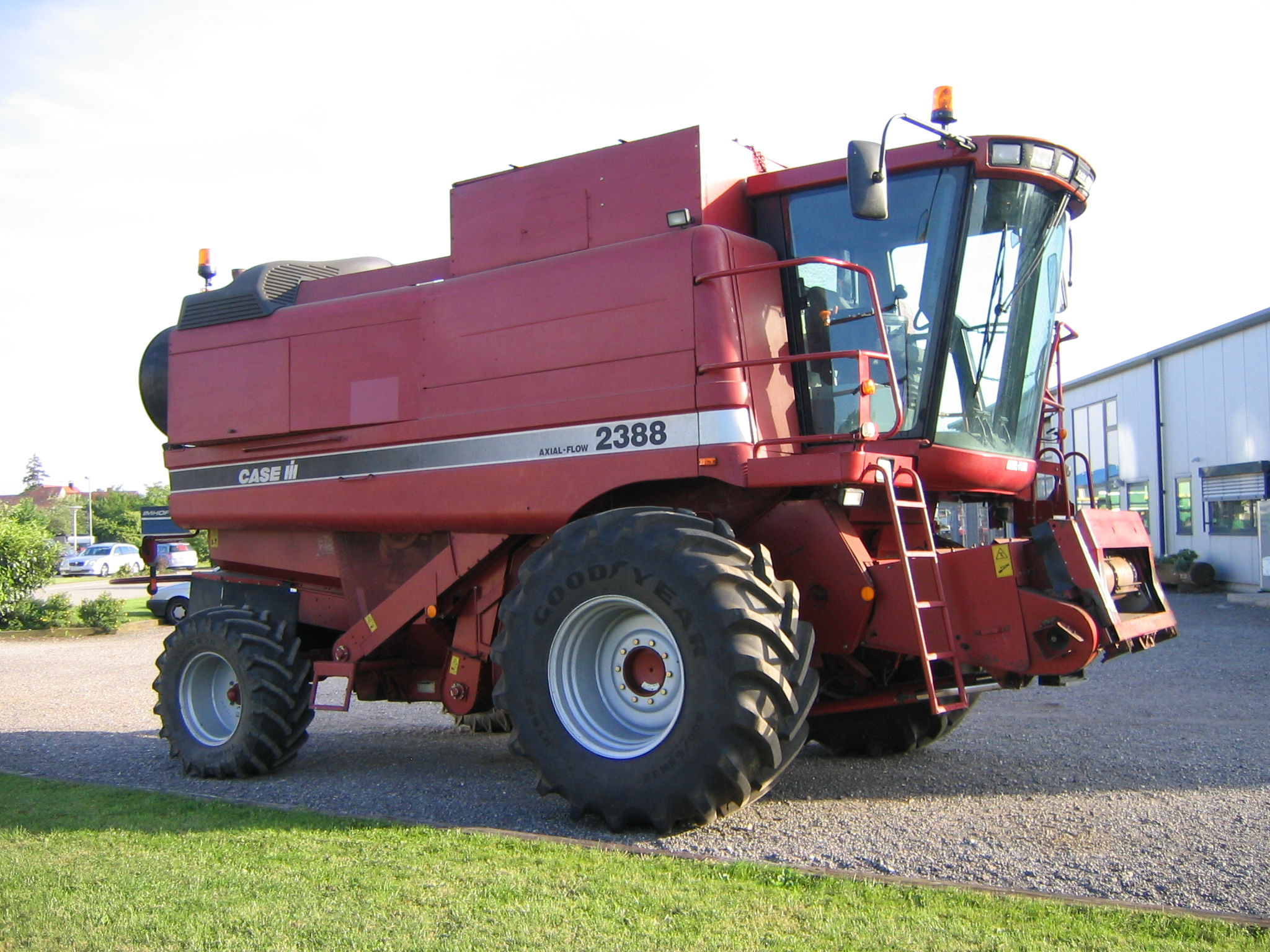
Reifen an einem Mähdrescher

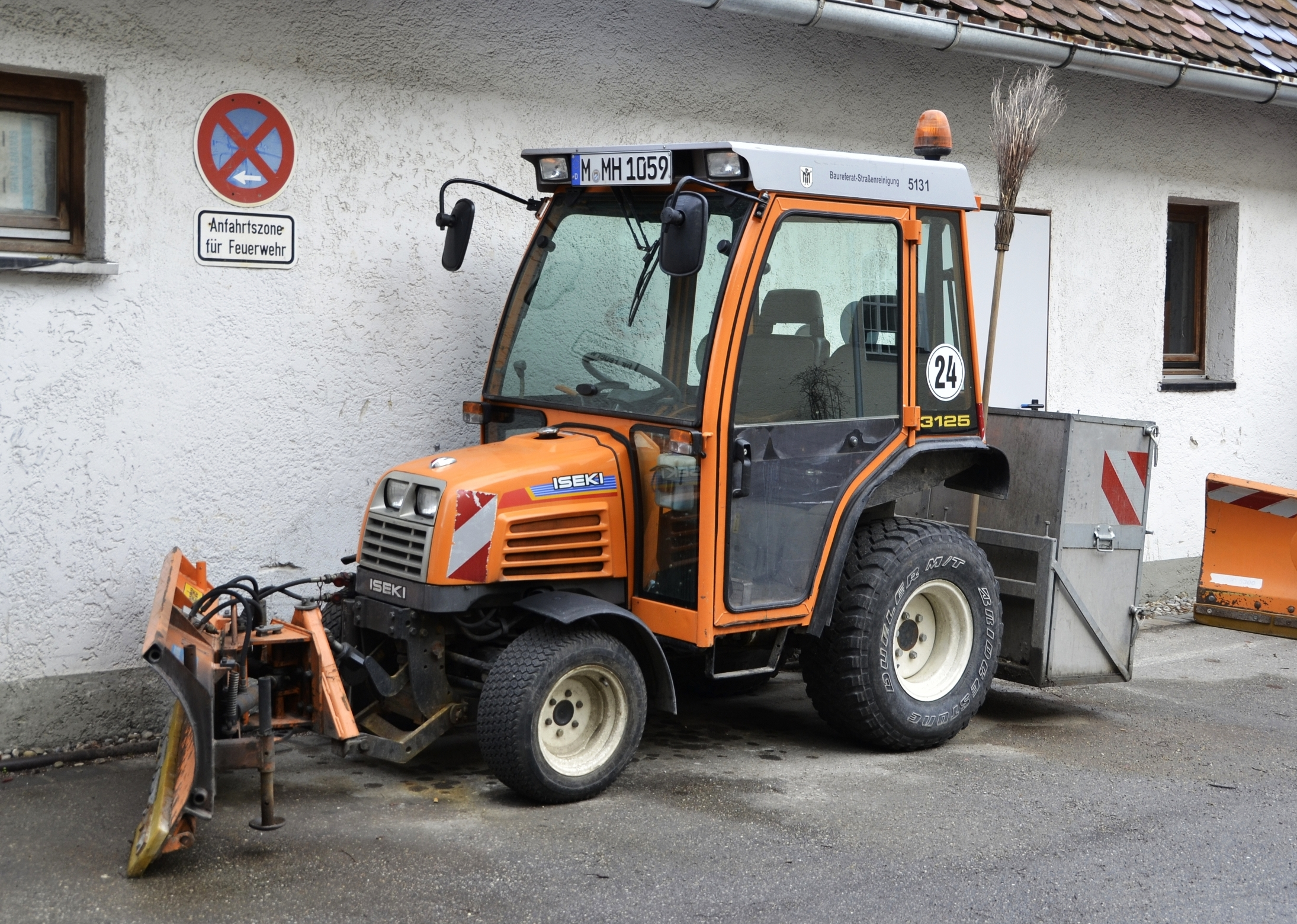
Traktor mit spezieller stollenloser Straßen- oder Golfplatzbereifung

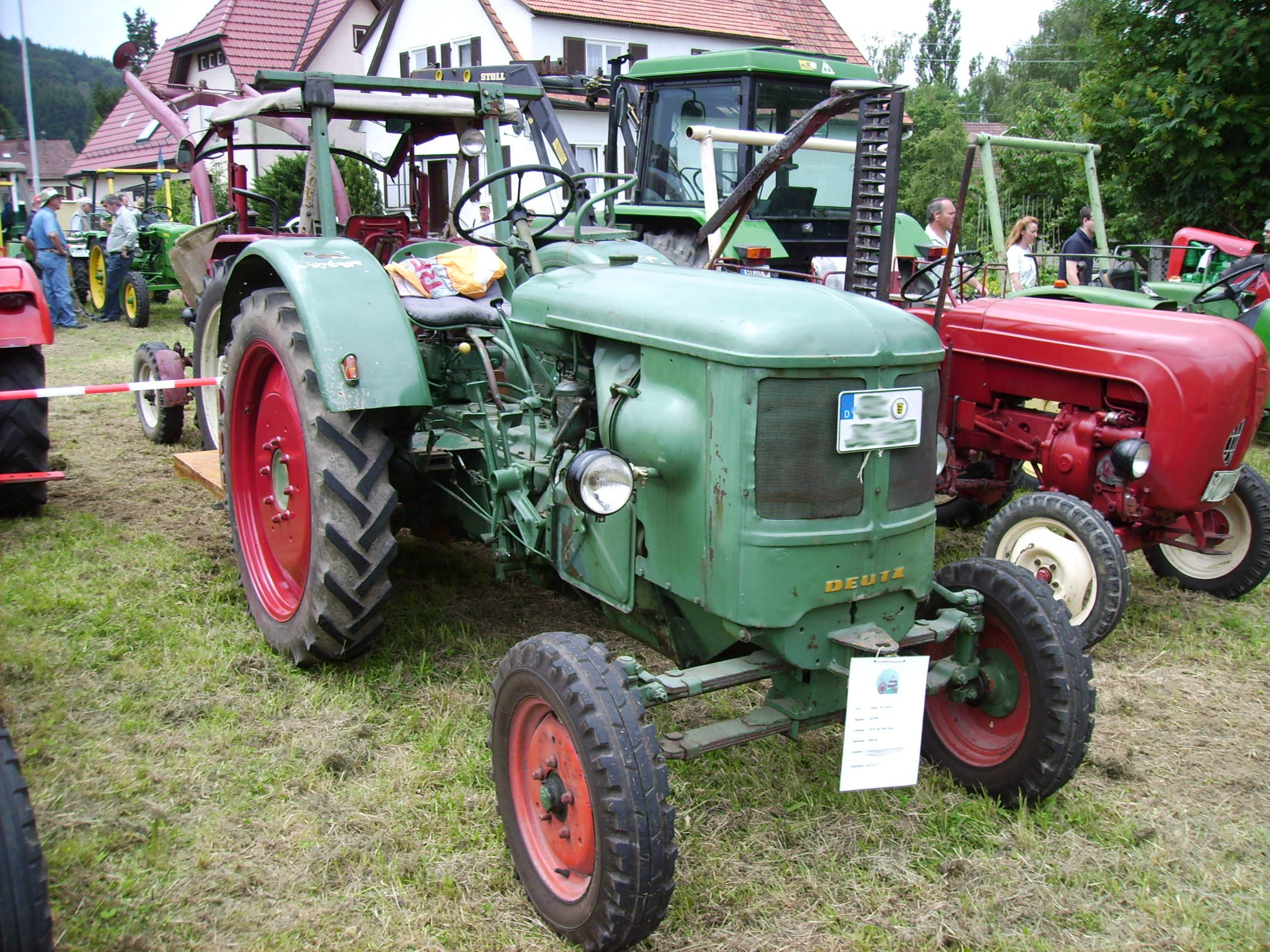
Nicht angetriebene Vorderreifen

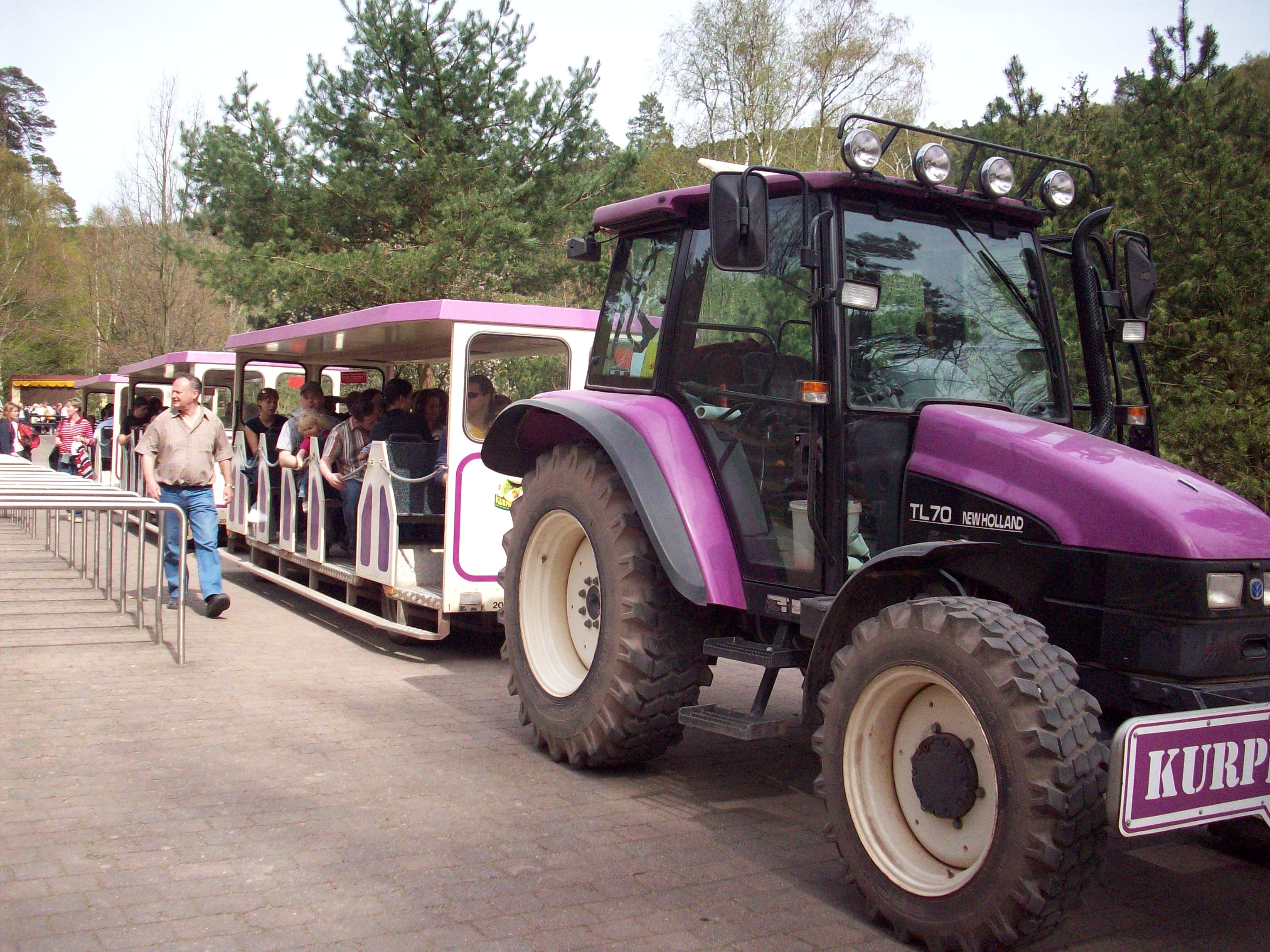
Spezielle Straßenbereifung an einem Traktor

Landwirtschaftsreifen sind Reifen, welche speziell für den Einsatz an landwirtschaftlichen Fahrzeugen konstruiert sind. Sie können unterschieden werden nach
Fahrzeug/Maschine des Einsatzes:
- EM oder Earth-Mover
- Harvester oder Mähdrescher/Vollernter
- Landmaschinen

Implement- oder Transport- bzw. Anhängerreifen:
- Industriereifen z. B. für Gabelstapler
- Leichttransportreifen z. B. für Gartentraktoren
- Traktoren (Traktorenreifen/Acker-Schlepperreifen oder AS-Reifen)

der jeweiligen Achse des Einsatzes:
- Antriebsreifen
- Frontreifen (nicht bei Allradantrieb/4x4)

Art des Karkassenaufbaus:
- Diagonalreifen (Konventionalreifen)
- Radialreifen (Gürtelreifen)

sowie der Stollen-/Profilform. Gelegentlich werden Landwirtschaftsreifen auch Farmreifen genannt. Ein Reifenlabel ist für Farmreifen nicht erforderlich.

## Hersteller von Landwirtschaftsreifen
- Alliance Tire Group mit den Marken Alliance, Galaxy und Primex
- Apollo Tyres mit den Marken Apollo, Maloya und Vredestein
- Balkrishna (BKT)
- Bridgestone mit Bridgestone, Firestone
- Cheng Shin Tire
- Continental AG
- Danubiana; Voltyre
- Dneproshina
- Kabat Tire Limited
- Michelin mit den Marken Michelin, Kléber, BFGoodrich, Stomil, Taurus, Kormoran
- Nokian
- Petlas
- Tianli
- Trelleborg AB mit den Marken Trelleborg, Mitas, Maximo und Cultor

## Größenangabe
Bis vor einigen Jahren wurde die Angabe vollständig in Zoll durchgeführt:
20.8 R 38 zeigt einen Radialreifen mit einer Gesamtbreite von 20,8 Zoll auf einer 38-Zoll-Felge an. Diese Angabe sagt jedoch nichts über das Verhältnis von Flankenhöhe zur (nominalen) Reifenbreite (Laufflächenbreite) in Prozent aus, so dass dies auch ein Niederquerschnittsreifen sein könnte.
Man ging daher auf die bei Autoreifen übliche Bezeichnung über:
520/85 R 38 zeigt den gleichen Reifen an (520 mm entspricht 20,8 Zoll), dessen Flanke nun explizit als 85 % der Reifenbreite angegeben wird. Diese hohe Flanke ist aufgrund der unebenen Aufstandsflächen für diesen Bereich üblich.
Diagonalreifen haben Nachteile unter schwierigen Witterungsbedingungen und werden daher im deutschsprachigen Raum kaum noch verkauft.

## Umrechnungstabelle zölliger und metrischer Reifenbezeichnungen
Bei der Angabe der Reifendimensionen verwenden die Hersteller entweder zöllige oder metrische Maßeinheiten. Folgende Tabelle hilft bei der Umrechnung.
| Zöllige Angabe | Metrische Angabe |
| -------------- | ---------------- |
| 9,5 R 20       | 250/85 R 20      |
| 10,5 R 20      | 275/80 R 20      |
| 11,2 R 20      | 280/85 R 20      |
| 12,4 R 20      | 320/85 R 20      |
| 12,5 R 20      | 335/80 R 20      |
| 14,5 R 20      | 375/75 R 20      |
| 8,3 R 24       | 220/85 R 24      |
| 9,5 R 24       | 250/85 R 24      |
| 11,2 R 24      | 280/85 R 24      |
| 12,4 R 24      | 320/85 R 24      |
| 13,6 R 24      | 340/85 R 24      |
| 14,9 R 24      | 380/85 R 24      |
| 16,9 R 24      | 420/85 R 24      |
| 14,6 R 26      | 385/80 R 26      |
| 16,9 R 26      | 420/85 R 26      |
| 18,4 R 26      | 460/85 R 26      |
| 9,5 R 28       | 250/85 R 28      |
| 11,2 R 28      | 280/85 R 28      |
| 12,4 R 28      | 320/85 R 28      |
| 13,6 R 28      | 340/85 R 28      |
| 14,9 R 28      | 380/85 R 28      |
| 16,9 R 28      | 420/85 R 28      |

| Zöllige Angabe | Metrische Angabe |
| -------------- | ---------------- |
| 14,9 R 30      | 380/85 R 30      |
| 16,9 R 30      | 420/85 R 30      |
| 8,3 R 32       | 210/95 R 32      |
| 9,5 R 32       | 230/95 R 32      |
| 11,2 R 32      | 270/95 R 32      |
| 12,4 R 32      | 320/85 R 32      |
| 12,4 R 34      | 320/85 R 34      |
| 14,9 R 34      | 380/85 R 34      |
| 16,9 R 34      | 420/85 R 34      |
| 18,4 R 34      | 460/85 R 34      |
| 20,8 R 34      | 520/85 R 34      |
| 8,3 R 36       | 210/95 R 36      |
| 9,5 R 36       | 230/95 R 36      |
| 11,2 R 36      | 270/95 R 36      |
| 12,4 R 36      | 320/85 R 36      |
| 13,6 R 36      | 340/85 R 36      |
| 11,2 R 38      | 270/95 R 38      |
| 12,4 R 38      | 320/85 R 38      |
| 13,6 R 38      | 340/85 R 38      |
| 14,9 R 38      | 380/85 R 38      |
| 14,9 R 38      | 380/80 R 38      |
| 15,5 R 38      | 400/75 R 38      |

| Zöllige Angabe | Metrische Angabe |
| -------------- | ---------------- |
| 16,9 R 38      | 420/85 R 38      |
| 18,4 R 38      | 460/85 R 38      |
| 20,8 R 38      | 520/85 R 38      |
| 7,2 R 40       | 180/95 R 40      |
| 9,5 R 40       | 230/95 R 40      |
| 11,2 R 42      | 270/95 R 42      |
| 12,4 R 42      | 300/95 R 42      |
| 18,4 R 42      | 460/85 R 42      |
| 20,8 R 42      | 520/85 R 42      |
| 8,3 R 44       | 210/95 R 44      |
| 9,5 R 44       | 230/95 R 44      |
| 11,2 R 46      | 270/95 R 46      |
| 12,4 R 46      | 300/95 R 46      |
| 14,9 R 46      | 380/90 R 46      |
| 16,9 R 46      | 420/80 R 46      |
| 18,4 R 46      | 460/85 R 46      |
| 20,8 R 46      | 520/85 R 46      |
| 9,5 R 48       | 230/95 R 48      |
| 11,2 R 48      | 270/95 R 48      |
| 13,6 R 48      | 340/85 R 48      |
| 18,4 R 50      | 480/80 R 50      |
| 12,4 R 52      | 300/95 R 52      |

## Geschwindigkeitsindex
Landwirtschaftsreifen sind mit einem Geschwindigkeitsindex versehen. Dieser befindet sich auf der Reifenwand. Er gibt an, wie hoch die maximale erlaubte Geschwindigkeit bei maximaler Traglast (siehe Lastindex LI) ist.

## Loadindex (LI)
Der LI, Tragfähigkeitsindex oder Lastindex gibt die maximale Tragfähigkeit eines Reifens in Kilogramm an.